# Malaconothrus hauseri
Malaconothrus hauseri is een mijtensoort uit de familie van de Malaconothridae. De wetenschappelijke naam van de soort is voor het eerst geldig gepubliceerd in 1984 door Mahunka.